# Oxynoe azuropunctata
Oxynoe azuropunctata är en snäckart som beskrevs av K. R. Jensen 1980. Oxynoe azuropunctata ingår i släktet Oxynoe och familjen Oxynoidae. Inga underarter finns listade i Catalogue of Life.